# Saut en longueur masculin aux championnats du monde d'athlétisme 2017
Pour un article plus général, voir Championnats du monde d'athlétisme 2017.
Navigation
Pékin 2015 Doha 2019
L'épreuve du saut en longueur masculin des championnats du monde de 2017 se déroule les 4 et 5 août 2017 dans le Stade olympique de Londres, au Royaume-Uni. Elle est remportée par le Sud-africain Luvo Manyonga.

## Records et performances

### Records
Les records du saut en longueur hommes (mondial, des championnats et par continent) étaient avant les championnats 2015 les suivants.
| Record                    | Athlète                     | Pays             | Résultats | Lieu                 | Date            |
| ------------------------- | --------------------------- | ---------------- | --------- | -------------------- | --------------- |
| Record du monde           | Mike Powell                 | États-Unis       | 8,95 m    | Tokyo                | 30 août 1991    |
| Record des championnats   | Mike Powell                 | États-Unis       | 8,95 m    | Tokyo                | 30 août 1991    |
| Record d'Afrique          | Luvo Manyonga               | Afrique du Sud   | 8,65 m    | Potchefstroom        | 22 avril 2017   |
| Record d'Asie             | Mohamed Salman Al Khuwalidi | Arabie saoudite  | 8,48 m    | Sotteville-lès-Rouen | 2 juillet 2006  |
| Record d'Amérique du Nord | Mike Powell                 | États-Unis       | 8,95 m    | Tokyo                | 30 août 1991    |
| Record d'Amérique du Sud  | Irving Saladino             | Panama           | 8,73 m    | Hengelo              | 24 mai 2008     |
| Record d'Europe           | Robert Emmiyan              | Union soviétique | 8,86 m    | Tsakhkadzor          | 22 mai 1987     |
| Record d'Océanie          | Mitchell Watt               | Australie        | 8,54 m    | Stockholm            | 29 juillet 2011 |

### Meilleures Performances
Les dix athlètes les plus performants de l'année sont, avant les championnats, les suivants :
|   | Athlète            | Pays           | Résultats | Lieu          | Date             |
| - | ------------------ | -------------- | --------- | ------------- | ---------------- |
| 1 | Luvo Manyonga      | Afrique du Sud | 8,65 m    | Potchefstroom | 22 avril 2017    |
| 2 | Rushwal Samaai     | Afrique du Sud | 8,49 m    | Potchefstroom | 22 avril 2017    |
| 3 | Tyrone Smith       | Bermudes       | 8,34 m    | Houston       | 5 mai 2017       |
| 4 | Maykel Massó       | Cuba           | 8,33 m    | Madrid        | 14 juillet 2017  |
| 4 | Jarrion Lawson     | États-Unis     | 8,33 m    | Rabat         | 16 juillet 2017  |
| 6 | Aleksandr Menkov   | Russie         | 8,32 m    | Joukovski     | 1er juillet 2017 |
| 7 | Shi Yuhao          | Chine          | 8,31 m    | Pékin         | 25 juin 2017     |
| 7 | Eusebio Cáceres    | Espagne        | 8,31 m    | Monachil      | 7 juillet 2017   |
| 9 | Miltiádis Tedóglou | Grèce          | 8,30 m    | Patras        | 18 juin 2017     |
| 9 | Michel Tornéus     | Suède          | 8,30 m    | Monachil      | 7 juillet 2017   |

## Critères de qualification
Pour se qualifier pour les championnats, il faut avoir réalisé 8,15 m entre le 1er octobre 2016 et le 23 juillet 2017.

## Médaillés
| Or            | Argent         | Bronze         |
| Luvo Manyonga | Jarrion Lawson | Rushwal Samaai |

## Résultats

### Finale
| Rang               | Athlète          | Pays                       | Essais | Essais | Essais | Essais | Essais | Essais | Marque | Notes |
| Rang               | Athlète          | Pays                       | 1      | 2      | 3      | 4      | 5      | 6      | Marque | Notes |
| ------------------ | ---------------- | -------------------------- | ------ | ------ | ------ | ------ | ------ | ------ | ------ | ----- |
| Médaille d'or      | Luvo Manyonga    | Afrique du Sud             | x      | 8,48   | 8,32   | 8,29   | 8,17   | x      | 8,48   |       |
| Médaille d'argent  | Jarrion Lawson   | États-Unis                 | 8,37   | 8,43   | 8,40   | 8,11   | 8,31   | 8,44   | 8,44   | SB    |
| Médaille de bronze | Rushwal Samaai   | Afrique du Sud             | 8,25   | x      | 8,15   | x      | 8,27   | 8,32   | 8,32   |       |
| 4                  | Aleksandr Menkov | Athlètes neutres autorisés | 8,27   | x      | x      | x      | x      | x      | 8,27   |       |
| 5                  | Maykel Massó     | Cuba                       | x      | 8,11   | 8,22   | x      | 8,26   | 7,98   | 8,26   |       |
| 6                  | Shi Yuhao        | Chine                      | 7,93   | 8,17   | x      | 7,74   | x      | 8,23   | 8,23   |       |
| 7                  | Wang Jianan      | Chine                      | 8,14   | 8,23   | 7,95   | 8,00   | 7,85   | 7,89   | 8,23   |       |
| 8                  | Michel Tornéus   | Suède                      | 8,18   | x      | x      | x      | 7,92   | 8,05   | 8,18   |       |
| 9                  | Emiliano Lasa    | Uruguay                    | 8,06   | x      | 8,11   |        |        |        | 8,11   |       |
| 10                 | Radek Juška      | Tchéquie                   | 7,81   | 8,02   | 5,34   |        |        |        | 8,02   |       |
| 11                 | Fabrice Lapierre | Australie                  | 7,89   | 7,93   | 7,91   |        |        |        | 7,93   |       |
| 12                 | Damar Forbes     | Jamaïque                   | 7,61   | 7,91   | 7,85   |        |        |        | 7,91   |       |

### Qualification
Qualification : 8,05 m (Q) ou les 12 meilleurs performeurs (q).
| Rang | Groupe | Athlète                | Nationalité                | #1   | #2   | #3   | Marque | Notes |
| ---- | ------ | ---------------------- | -------------------------- | ---- | ---- | ---- | ------ | ----- |
| 1    | A      | Radek Juška            | Tchéquie                   | 8,01 | 8,24 |      | 8,24   | Q     |
| 2    | A      | Maykel Massó           | Cuba                       | 8,15 |      |      | 8,15   | Q     |
| 3    | B      | Rushwal Samaai         | Afrique du Sud             | 7,95 | 8,04 | 8,14 | 8,14   | Q     |
| 4    | A      | Luvo Manyonga          | Afrique du Sud             | 8,12 |      |      | 8,12   | Q     |
| 5    | B      | Aleksandr Menkov       | Athlètes neutres autorisés | 8,07 |      |      | 8,07   | Q     |
| 5    | A      | Michel Tornéus         | Suède                      | 8,07 |      |      | 8,07   | Q     |
| 7    | A      | Shi Yuhao              | Chine                      | x    | x    | 8,06 | 8,06   | Q     |
| 8    | A      | Jarrion Lawson         | États-Unis                 | 8,02 | x    | 8,05 | 8,05   | Q     |
| 9    | A      | Emiliano Lasa          | Uruguay                    | 7,96 | 7,79 | x    | 7,96   | q     |
| 10   | A      | Damar Forbes           | Jamaïque                   | 7,82 | 7,86 | 7,93 | 7,93   | q     |
| 11   | B      | Wang Jianan            | Chine                      | 7,83 | 7,89 | 7,92 | 7,92   | q     |
| 12   | A      | Fabrice Lapierre       | Australie                  | 7,67 | 7,91 | 7,84 | 7,91   | q     |
| 13   | B      | Tyrone Smith           | Bermudes                   | 7,74 | 7,88 | 7,84 | 7,88   |       |
| 14   | B      | Henry Frayne           | Australie                  | 7,68 | 7,88 | 6,61 | 7,88   |       |
| 15   | B      | Juan Miguel Echevarría | Cuba                       | 7,86 | 7,72 | 7,02 | 7,86   |       |
| 16   | A      | Kim Deok-hyeon         | Corée du Sud               | 7,73 | 7,85 | 7,77 | 7,85   |       |
| 17   | B      | Jeff Henderson         | États-Unis                 | 7,74 | x    | 7,84 | 7,84   |       |
| 18   | B      | Kevin Ojiaku           | Italie                     | 7,82 | 7,64 | 7,38 | 7,82   |       |
| 19   | B      | Miltiadis Tentoglou    | Grèce                      | 7,70 | 7,79 | x    | 7,79   |       |
| 20   | A      | Marquis Dendy          | États-Unis                 | 7,71 | 7,78 | 7,55 | 7,78   |       |
| 21   | B      | Ramone Bailey          | Jamaïque                   | 7,76 | 7,51 | 7,49 | 7,76   |       |
| 22   | A      | Julian Howard          | Allemagne                  | 7,72 | x    | x    | 7,72   |       |
| 23   | B      | Lazar Anić             | Serbie                     | x    | 7,34 | 7,71 | 7,71   |       |
| 24   | A      | Huang Changzhou        | Chine                      | 7,60 | 7,51 | 7,70 | 7,70   |       |
| 25   | A      | Zarck Visser           | Afrique du Sud             | 7,37 | 7,60 | 7,66 | 7,66   |       |
| 26   | B      | Tomasz Jaszczuk        | Pologne                    | 7,58 | 7,64 | x    | 7,64   |       |
| 27   | B      | Paulo Sérgio Oliveira  | Brésil                     | 7,53 | x    | x    | 7,53   |       |
| 28   | A      | Yahya Berrabah         | Maroc                      | 7,49 | 7,33 | 7,33 | 7,49   |       |
| 29   | A      | Arttu Pajulahti (fi)   | Finlande                   | 7,49 | x    | x    | 7,49   |       |
| 30   | B      | Serhiy Nykyforov       | Ukraine                    | x    | x    | 7,47 | 7,47   |       |
| 31   | B      | Quincy Breell          | Aruba                      | 6,90 | x    | x    | 6,90   |       |
| —    | B      | Eusebio Cáceres        | Espagne                    | x    | x    | x    | NM     |       |

## Légende
Records et Performances
- AR : Record continental (area record)
- CR : Record des championnats (championship record)
- MR : Record du meeting (meet record)
- NR : Record national (national record)
- OR : Record olympique (olympic record)
- PR : Record paralympique (paralympic record)
- PB : Record personnel (personal best)
- SB : Meilleure performance personnelle de la saison (season's best)
- WL : Meilleure performance mondiale de l'année (world leader)
- WJR : Record du monde junior (world junior record)
- WR : Record du monde (world record)

Circonstances et Conditions
- DNF : N'a pas terminé (did not finish)
- DNS : N'a pas pris le départ (did not start)
- DQ : Disqualification (disqualification)
- NM : Aucun essai valable enregistré (No Mark)
- Q : Qualifié « directement » au prochain tour (ou à la prochaine compétition), lors d'une compétition majeure, grâce au classement ou à la réalisation des minima (automatic qualifier)
- q : Qualifié au prochain tour (ou à la prochaine compétition), lors d'une compétition majeure, grâce au repêchage ou à la réalisation de l'une des meilleures performances parmi celles des « non qualifiés directement » (grâce au meilleur temps ou à la meilleure distance par exemple) (secondary qualifier)